# Gieorgij Rodionow
Gieorgij Michajłowicz Rodionow (ros. Георгий Михайлович Родионов, ur. 1915, zm. 1972) – radziecki dyplomata.

## Życiorys
Członek WKP(b), 1939 ukończył Moskiewski Instytut Planowo-Ekonomiczny, od 1946 pracował w Ministerstwie Spraw Zagranicznych ZSRR, 1948-1950 był I sekretarzem Sekretariatu wiceministra/ministra spraw zagranicznych ZSRR Andrieja Wyszynskiego. 1950-1954 I sekretarz Ambasady ZSRR w W. Brytanii, 1954-1955 pomocnik wiceministra spraw zagranicznych ZSRR, 1956-1960 radca Misji ZSRR w Nowej Zelandii i chargé d'affaires ZSRR w Nowej Zelandii, 1960-1961 ponownie pomocnik wiceministra spraw wewnętrznych ZSRR. Od 1961 do października 1962 wiceminister spraw zagranicznych RFSRR, od 1 listopada 1962 do 28 grudnia 1967 ambasador nadzwyczajny i pełnomocny ZSRR w Ghanie.